# Championnat d'Afrique féminin de basket-ball
Cet article traite de la compétition féminine. Pour la compétition masculine, voir Championnat d'Afrique masculin de basket-ball.
Le Championnat d'Afrique féminin de basket-ball ou Afrobasket est une compétition opposant les sélections nationales féminines de basket-ball des pays africains. Elle a lieu tous les 2 ans et réunit les 12 meilleures équipes du continent. Elle est organisée par la FIBA Afrique. 
En plus de l'attribution du titre de Champion d'Afrique pour le vainqueur, le Championnat d'Afrique sert généralement également de qualification soit pour les Jeux olympiques, soit pour les Championnats du Monde.

## Histoire

### Les débuts (1966-1968)
La première édition a eu lieu en 1966 à Conakry, en Guinée, marquant les premiers pas officiels du basketball féminin africain sur la scène internationale. L’Égypte remporta cette première édition, s'imposant comme pionnière du sport féminin sur le continent.
Dans les décennies suivantes, le tournoi s’est progressivement structuré, passant d’un petit nombre d’équipes à une compétition continentale regroupant plus d’une douzaine de nations. Le format a également évolué, avec des phases de groupes, des éliminations directes, et une couverture médiatique croissante.

## Palmarès

### Par édition
| Éd. | Année | Pays hôte      | Finale       | Finale | Finale     | Petite finale | Petite finale | Petite finale | Meilleure joueuse |
| Éd. | Année | Pays hôte      | Champion     | Score  | Deuxième   | Troisième     | Score         | Quatrième     | Meilleure joueuse |
| --- | ----- | -------------- | ------------ | ------ | ---------- | ------------- | ------------- | ------------- | ----------------- |
| 1re | 1966  | Guinée         | Égypte       | –      | Guinée     | Centrafrique  | –             | Sénégal       | Salla Kane        |
| 2e  | 1968  | Égypte         | Égypte (2)   | –      | Sénégal    | Mali          | –             | Algérie       | Non décerné       |
| 3e  | 1970  | Togo           | Madagascar   | 44–36  | Égypte     | Sénégal       | 50–27         | Mali          | Non décerné       |
| 4e  | 1974  | Tunisie        | Sénégal      | 47–44  | Tunisie    | Égypte        | 56–34         | Togo          | Pouye             |
| 5e  | 1977  | Sénégal        | Sénégal (2)  | 88–56  | Égypte     | Togo          | 70–35         | Côte d'Ivoire | Koulibaly         |
| 6e  | 1979  | Somalie        | Sénégal (3)  | –      | Somalie    | Ghana         | –             |               | Non décerné       |
| 7e  | 1981  | Sénégal        | Sénégal (4)  | 83–73  | Zaïre      | Angola        | 83–71         | Mali          | N'Diaye           |
| 8e  | 1983  | Angola         | Zaïre        | –      | Sénégal    | Cameroun      | –             | Mozambique    | Kamimbaya         |
| 9e  | 1984  | Sénégal        | Sénégal (5)  | 2–0    | Zaïre      | Cameroun      | 83–70         | Mali          | Diagne            |
| 10e | 1986  | Mozambique     | Zaïre (2)    | –      | Mozambique | Angola        | –             | Cameroun      | Kamanga           |
| 11e | 1990  | Tunisie        | Sénégal (6)  | 70–68  | Zaïre      | Mozambique    | 86–75         | Tunisie       | Dioh              |
| 12e | 1993  | Sénégal        | Sénégal (7)  | 89–43  | Kenya      | Mozambique    | 63–57         | Zaïre         | Mbengue           |
| 13e | 1994  | Afrique du Sud | Zaïre (3)    | 68–48  | Sénégal    | Angola        | 53–29         | Mozambique    | Mabika            |
| 14e | 1997  | Kenya          | Sénégal (8)  | 73–59  | RD Congo   | Nigeria       | 90–62         | Kenya         | Mbengue           |
| 15e | 2000  | Tunisie        | Sénégal (9)  | 71–63  | Tunisie    | RD Congo      | 80–79         | Maroc         | Mbengue           |
| 16e | 2003  | Mozambique     | Nigeria      | 69–63  | Mozambique | Sénégal       | 61–47         | Angola        | Ngulela           |
| 17e | 2005  | Nigeria        | Nigeria (2)  | 64–57  | Sénégal    | Mozambique    | 59–51         | RD Congo      | Udoka             |
| 18e | 2007  | Sénégal        | Mali         | 63–56  | Sénégal    | Angola        | 73–58         | Mozambique    | Maïga             |
| 19e | 2009  | Madagascar     | Sénégal (10) | 72–57  | Mali       | Angola        | 76–57         | Côte d'Ivoire | Traoré            |
| 20e | 2011  | Mali           | Angola       | 62–54  | Sénégal    | Mali          | 71–62         | Nigeria       | Maurício          |
| 21e | 2013  | Mozambique     | Angola (2)   | 64–61  | Mozambique | Sénégal       | 56–53         | Cameroun      | Maurício          |
| 22e | 2015  | Cameroun       | Sénégal (11) | 81–66  | Cameroun   | Nigeria       | 65–55         | Angola        | Aya Traoré        |
| 23e | 2017  | Mali           | Nigeria (3)  | 65–48  | Sénégal    | Mali          | 75–52         | Mozambique    | Astou Traoré      |
| 24e | 2019  | Sénégal        | Nigeria (4)  | 60–55  | Sénégal    | Mali          | 66–54         | Mozambique    | Kalu              |
| 25e | 2021  | Cameroun       | Nigeria (5)  | 70–59  | Mali       | Cameroun      | 53–49         | Sénégal       | Elonu             |
| 26e | 2023  | Rwanda         | Nigeria (6)  | 84–74  | Sénégal    | Mali          | 89–51         | Rwanda        | Okonkwo           |
| 27e | 2025  | Côte d'Ivoire  | Nigeria (7)  | 78–64  | Mali       | Soudan du Sud | 66–65         | Sénégal       | Okonkwo           |

### Médailles par pays
| Rang | Nation                    | Or | Argent | Bronze | Total |
| ---- | ------------------------- | -- | ------ | ------ | ----- |
| 1    | Sénégal                   | 11 | 9      | 3      | 23    |
| 2    | Nigeria                   | 7  | 0      | 2      | 9     |
| 3    | RD Congo                  | 3  | 4      | 1      | 8     |
| 4    | Égypte                    | 2  | 2      | 1      | 5     |
| 5    | Angola                    | 2  | 0      | 4      | 6     |
| 6    | Mali                      | 1  | 3      | 5      | 9     |
| 7    | Madagascar                | 1  | 0      | 0      | 1     |
| 8    | Mozambique                | 0  | 3      | 3      | 6     |
| 9    | Tunisie                   | 0  | 2      | 0      | 2     |
| 10   | Cameroun                  | 0  | 1      | 3      | 4     |
| 11   | Guinée                    | 0  | 1      | 0      | 1     |
| 11   | Kenya                     | 0  | 1      | 0      | 1     |
| 11   | Somalie                   | 0  | 1      | 0      | 1     |
| 14   | Ghana                     | 0  | 0      | 1      | 1     |
| 14   | République centrafricaine | 0  | 0      | 1      | 1     |
| 14   | Togo                      | 0  | 0      | 1      | 1     |
| 14   | Soudan du Sud             | 0  | 0      | 1      | 1     |

### Titres de meilleure joueuse
Voici la liste de tous les meilleures joueuses (MVP) de chaque édition :
| Année | Meilleure joueuse  |
| ----- | ------------------ |
| 1966  | Ndeye Salla Kane   |
| 1974  | Rokhaya Pouye      |
| 1977  | Kankou Coulibaly   |
| 1981  | Fatou Kine Ndiaye  |
| 1983  | Longanza Kamimbaya |
| 1984  | Aminata Diagne     |
| 1986  | Kasala Kamanga     |
| 1990  | Anne Marie Dioh    |
| 1993  | Mame Maty Mbengue  |
| 1994  | Mwadi Mabika       |
| 1997  | Mame Maty Mbengue  |
| 2000  | Mame Maty Mbengue  |
| 2003  | Deolinda Ngulela   |
| 2005  | Mfon Udoka         |
| 2007  | Hamchétou Maïga-Ba |
| 2009  | Aya Traoré         |
| 2011  | Nacissela Maurício |
| 2013  | Nacissela Maurício |
| 2015  | Aya Traoré         |
| 2017  | Astou Traoré       |
| 2019  | Ezinne Kalu        |
| 2021  | Adaora Elonu       |
| 2023  | Amy Okonkwo        |

### Les records et statistiques de l'Afrobasket Dames
- Équipe la plus titrée: Sénégal (11) en 2015, 2009, 2000,1997, 1993, 1990, 1984, 1981, 1979, 1977, 1974
- Nation ayant disputé le plus grand nombre de finales d'affilée : Sénégal (6) en 1984, 1983, 1981, 1979, 1977, 1974
- Nation ayant gagné le plus grand nombre de titres consécutifs: 4, Sénégal en (1974, 1977, 1979,1981) et Nigeria (2017, 2019, 2021 et 2023)
- Victoire la plus large en finale: Sénégal-Kenya 89-43 en 1993 (46 points d'écart)
- Joueuse la plus titrée : Mame Maty Mbengue avec 5 trophées en 2000, 1997, 1993, 1990, 1984
- La meilleure marqueuse de tous les temps: Astou Traoré (Sénégal) avec 751 pts
- La meilleure rebondeuse de tous les temps:  Naignouma Coulibaly (Mali) avec 402 rebonds
- Joueuse ayant disputé le plus grand nombre d'éditions : Irène Guerreiro (Angola) et Mame Diodio Diouf (Sénégal) avec 8 éditions
- Sélectionneur le plus victorieux : Bonaventure Carvalho (Sénégal) 5 titres (1974 à 1981)